# جوزپه مدیچینی
جوزپه مدیچینی (انگلیسی: Giuseppe Medici؛ ۲۴ اکتبر ۱۹۰۷ – ۲۱ اوت ۲۰۰۰) سیاست‌مدار اهل ایتالیا بود. وی دو بار از ۲۴ ژوئن ۱۹۶۸ تا ۱۲ دسامبر ۱۹۶۸ و از ۲۶ ژوئیه ۱۹۷۲ تا ۷ ژوئیه ۱۹۷۳ وزیر امور خارجه این کشور بود.
جوزپه مدیچینی در ۲۱ اوت ۲۰۰۰، در سن ۹۲ سالگی درگذشت.